# William Howard Taft
Pour les articles homonymes, voir Taft.
William Howard Taft, né le 15 septembre 1857 à Cincinnati (Ohio) et mort le 8 mars 1930 à Washington (district de Columbia), est un homme d'État américain, vingt-septième président des États-Unis (1909-1913) puis dixième président de la Cour suprême des États-Unis (1921-1930).
Membre du Parti républicain, il succède à Theodore Roosevelt dont la popularité reste forte après avoir quitté la présidence. Taft est un bon administrateur mais son manque de charisme ne lui attire pas le vote populaire. Lors de l'élection de 1912, il finit troisième dans une triangulaire face à l’ancien président républicain Roosevelt, candidat pour le Parti progressiste, et au candidat démocrate vainqueur, Woodrow Wilson.

## Biographie

### Origines et jeunesse
William Taft naît le 15 septembre 1857 à Cincinnati, dans l'État de l'Ohio. Son père Alphonso Taft, un des membres importants du Parti républicain, a été secrétaire à la Guerre et procureur général sous la présidence de Ulysses S. Grant avant d'être nommé ambassadeur en Autriche-Hongrie et en Russie. Il était franc-maçon et était membre des Skull and Bones en 1878.
William Taft fait ses études à l'université Yale puis se spécialise en droit et est admis au barreau de l'Ohio en 1880 en même temps qu'il entame une carrière politique qu’il rêve de terminer en siégeant à la Cour suprême des États-Unis. Sa femme, Helen Herron, qu’il épouse le 19 juin 1886, n’apprécie pas son manque d’ambition et le pousse vers des postes plus en vue.
Grâce à ses compétences de juriste et sous la pression de son épouse, le président William McKinley le nomme, en 1900, à la tête d'une commission destinée à organiser un gouvernement civil aux Philippines sous protectorat des États-Unis à la fin de la guerre hispano-américaine. De 1901 à 1904, il est le premier gouverneur civil des Philippines.
Il joue un rôle central dans la mise en marche du gouvernement et des institutions des Philippines mais il reste persuadé que les habitants ne sont pas assez matures pour exercer seuls le pouvoir. Les Philippines resteront sous contrôle américain jusqu’en 1946.

### Secrétaire à la Guerre
Devenu secrétaire à la Guerre en janvier 1904, Taft ne consacra pas beaucoup de temps à la gestion de l'armée. Roosevelt voulait utiliser Taft pour débloquer des situations difficiles, lui servir de conseiller sur les questions juridiques et prononcer des discours en son nom dans le cadre de sa campagne pour l'élection présidentielle de 1904. Taft défendit farouchement le bilan de Roosevelt et écrivit à propos des efforts faits par Roosevelt pour se faire élire : « je ne me présenterais pas à la présidence si vous garantissez cette fonction. C'est terrible d'avoir peur de l'ombre de quelqu'un »,.
Entre 1905 et 1907, Taft songea très sérieusement à être le prochain candidat du Parti républicain à l'élection présidentielle, même s'il n'envisageait pas de faire campagne activement pour obtenir la nomination de son parti. Lorsque le juge Henry B. Brown démissionna en 1905, Roosevelt offrit le poste à Taft mais celui-ci le refusa. Un autre siège se libéra en 1906 mais Taft déclina à nouveau la proposition. La Première dame Edith Roosevelt voyait d'un mauvais œil la proximité croissante entre les deux hommes, estimant qu'ils avaient trop de points communs et que son mari ne bénéficiait pas beaucoup des conseils de quelqu'un qui le contredisait rarement.

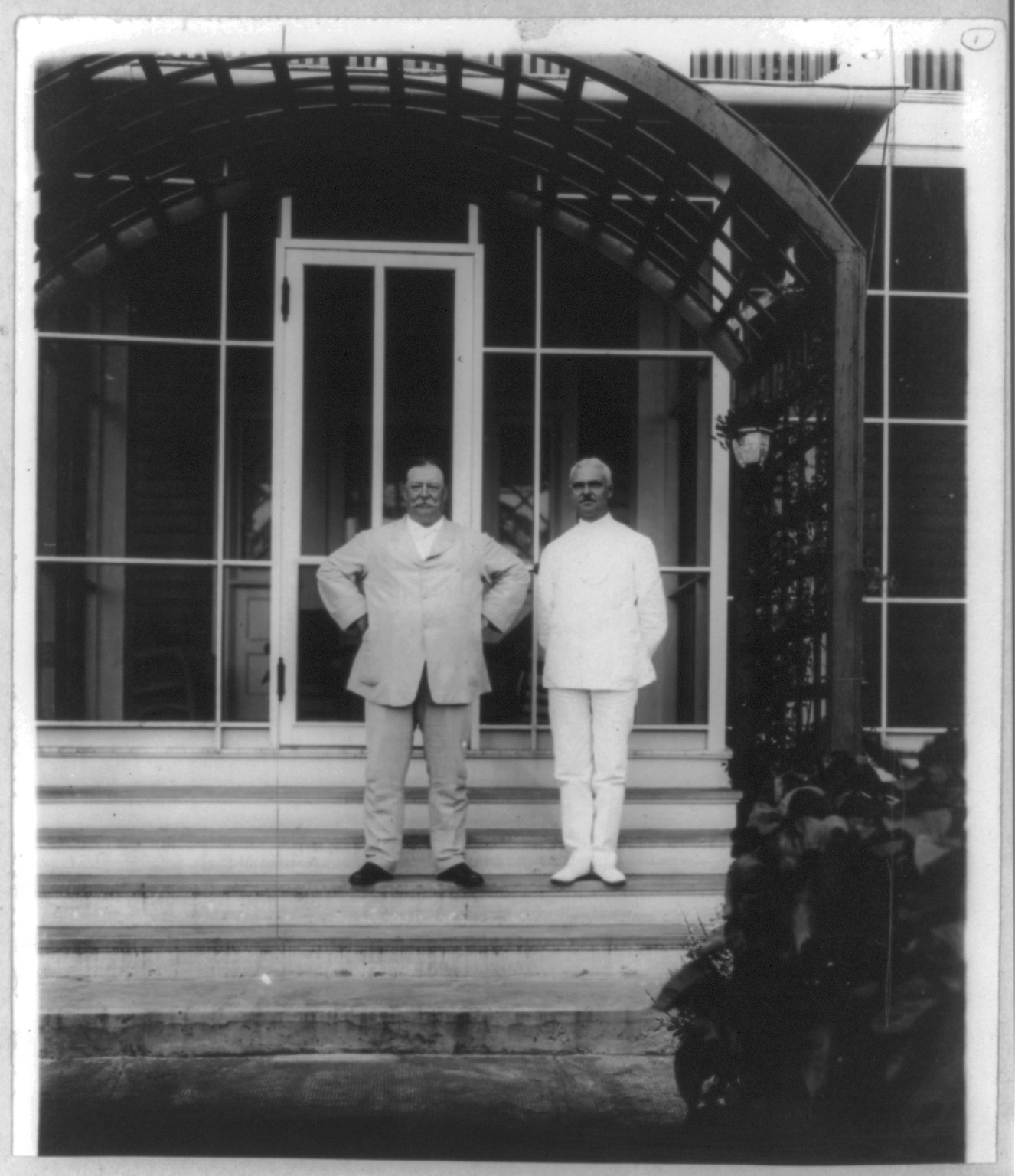
Taft et le colonel George W. Goethals.

Dans le même temps, Taft voulait être nommé juge en chef de la Cour suprême et il fut attentif à l'état de santé du juge en chef Melville Fuller, qui fêtait ses 75 ans en 1908. Taft pensait que Fuller avait encore de nombreuses années à vivre mais Roosevelt indiqua qu'il était prêt à nommer Taft si l'occasion de pourvoir un siège de la Cour se présentait, même si certains considéraient que le procureur général Philander C. Knox était un meilleur candidat pour le poste. Fuller conserva finalement ses fonctions de juge en chef pendant toute la durée de la présidence de Roosevelt.
Après la séparation du Panama de la Colombie en 1903 et le traité Hay-Bunau-Varilla, les États-Unis avaient obtenu la permission de construire un canal dans l'isthme de Panama. La législation qui autorisait la construction ne précisait pas de quel ministère dépendait le chantier et Roosevelt désigna le département de la Guerre. En 1904, Taft séjourna au Panama, visita le site du canal et rencontra les dirigeants panaméens. La commission sur le canal de l'isthme eut des difficultés à recruter un ingénieur en chef et, lorsque John D. Stevens démissionna en février 1907, Taft recommanda un ingénieur de l'armée, George W. Goethals. Sous la direction de Goethals, les travaux avancèrent rapidement.
L'Espagne avait perdu sa colonie de Cuba en 1898, mais l'île n'avait pas été annexée par les États-Unis et, après une période d'occupation, Cuba obtint son indépendance en 1902. Le climat se détériora néanmoins rapidement à cause de la corruption, de la fraude électorale et des conflits entre factions. En septembre 1906, le président Tomás Estrada Palma demanda l'aide des États-Unis. Taft se rendit à Cuba avec un petit contingent américain et s'autoproclama gouverneur provisoire de l'île, selon les termes du traité américano-cubain de 1903. Il occupa cette position pendant deux semaines avant d'être remplacé par Charles Edward Magoon. Durant son séjour à Cuba, Taft chercha à convaincre les Cubains que les États-Unis recherchaient la stabilité et non l'occupation.
Taft continuait de suivre de près la situation aux Philippines. Pendant la campagne de Roosevelt en 1904, il demanda à ce que les produits agricoles philippins soient admis sur le territoire américain sans restriction. Les producteurs américains de sucre et de tabac se plaignirent auprès de Roosevelt qui eut à son tour une explication assez vive avec son secrétaire à la Guerre. Taft refusa de changer d'avis et menaça même de donner sa démission. Roosevelt lâcha rapidement l'affaire. Taft retourna dans les îles en 1905 avec une délégation du Congrès, puis une nouvelle fois en 1907 pour inaugurer l'assemblée des Philippines.
Pendant les deux voyages qu'il effectua aux Philippines en tant que secrétaire à la Guerre, Taft se rendit au Japon et y rencontra plusieurs responsables locaux. En juillet 1905, un mois avant la conférence devant mettre un terme à la guerre russo-japonaise, il eut une entrevue avec le Premier ministre japonais Katsura Tarō. À l'issue de la réunion, les deux hommes signèrent un mémorandum qui ne contenait rien de nouveau mais réaffirmait au contraire les positions officielles de chaque pays : le Japon promettait de ne pas envahir les Philippines tandis que les États-Unis s'engageaient à ne pas s'opposer à l'occupation japonaise de la Corée. Les États-Unis s'inquiétaient néanmoins du nombre de travailleurs japonais qui émigraient vers la côte ouest-américaine. Lors de la deuxième visite de Taft, en septembre 1907, le ministre des Affaires étrangères Hayashi Tadasu accepta de manière informelle de réduire le nombre de passeports octroyés.

### Élection présidentielle de 1908

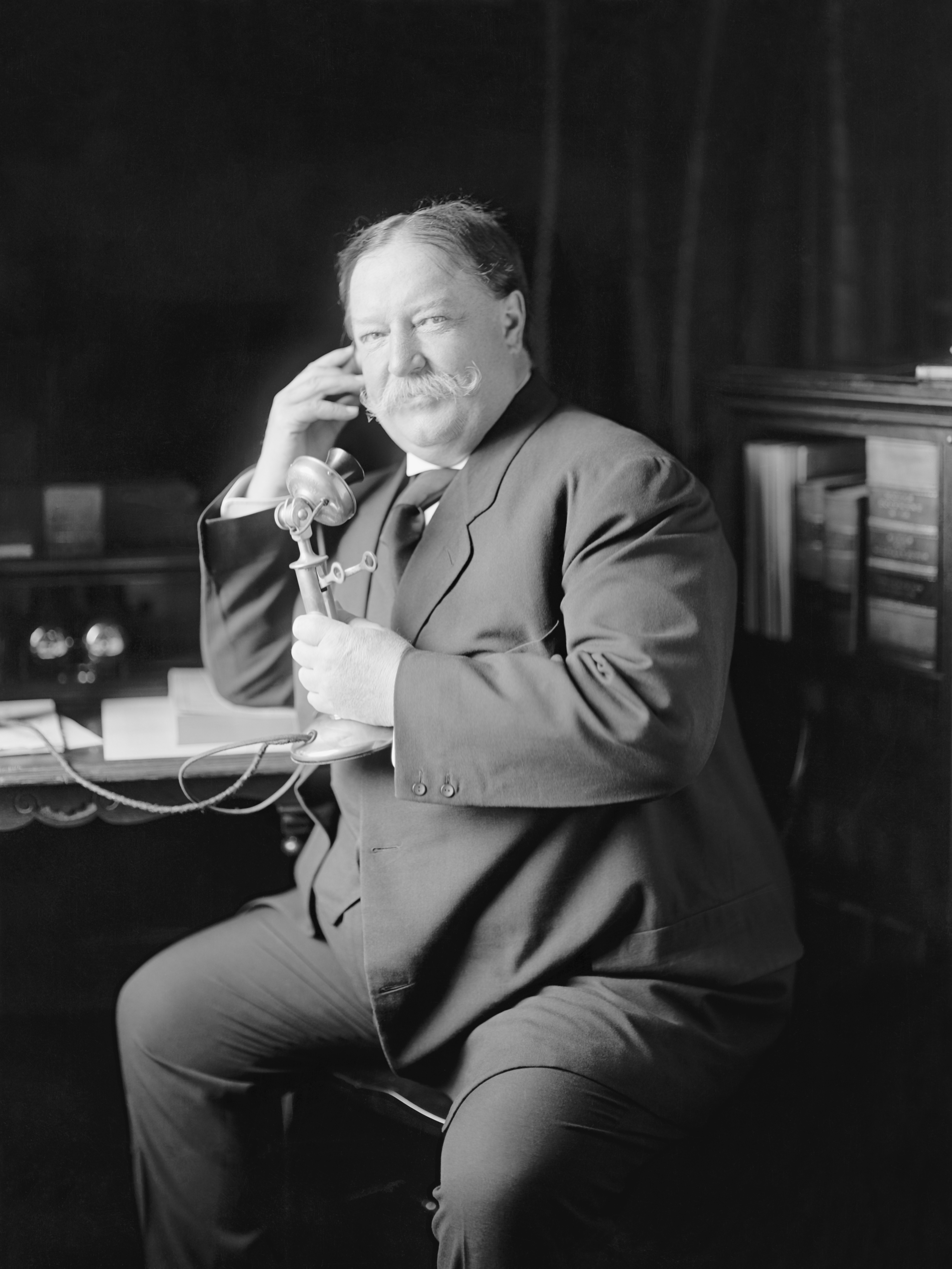
Photo extraite d'une série intitulée en (« évolution d'un sourire »), prise juste après une séance de pose officielle, montrant Taft au moment où celui-ci est informé au téléphone par Roosevelt de sa nomination comme candidat du Parti républicain à l'élection présidentielle.

Élu sur son nom propre en 1904, Theodore Roosevelt annonça publiquement qu'il ne chercherait pas à se représenter pour un second mandat complet en 1908, une promesse qu'il regretta rapidement. Décidé malgré tout à respecter son engagement, Roosevelt considérait que Taft était son successeur logique, même si le secrétaire à la Guerre était initialement réticent à entrer dans la course. Roosevelt profita du fait qu'il contrôlait la machine du parti pour promouvoir la candidature de son héritier désigné. De leur côté, les fonctionnaires politiques furent tenus de se prononcer en faveur de Taft ou de rester silencieux, sous peine de perdre leur emploi.
Un certain nombre de responsables républicains, comme le secrétaire au Trésor George B. Cortelyou, hésitèrent à participer à l'élection mais choisirent finalement de rester en retrait. Le gouverneur de New York, Charles Evans Hughes, décida d'être candidat mais Roosevelt fit exprès d'envoyer au Congrès un message spécial qui mettait en garde les parlementaires contre la corruption dans les entreprises le jour où Hughes devait prononcer un discours important de politique étrangère, ce qui eut pour effet de reléguer ce dernier au second plan. Roosevelt rejeta également à contrecœur les tentatives de ses partisans qui l'incitaient à briguer un nouveau mandat.
Le directeur général adjoint des Postes, Frank H. Hitchcock, quitta ses fonctions en février 1908 pour diriger la campagne de Taft. En avril, Taft donna plusieurs conférences à travers le pays, voyageant très à l'ouest jusqu'à Omaha avant d'être rappelé au Panama pour y arbitrer une élection contestée. À la convention nationale républicaine de 1908 qui eut lieu à Chicago au mois de juin, il n'eut aucun concurrent sérieux et il remporta la nomination dès le premier tour de scrutin. Pour le choix de son colistier, Taft n'obtint pas satisfaction car il avait espéré que celui-ci serait un progressiste du Midwest comme le sénateur de l'Iowa, Jonathan Dolliver ; à la place, la convention désigna le représentant James Sherman de New York, un conservateur. Le 30 juin, Taft démissionna du portefeuille de la Guerre pour se consacrer à plein temps à sa campagne,.
Le 3 novembre 1908, il bat facilement le candidat démocrate.
| Candidat         | Parti       | Vote populaire | %    | Collège électoral |
| William H. Taft  | Républicain | 7 626 258      | 51,6 | 321               |
| William J. Bryan | Démocrate   | 6 406 801      | 43,0 | 162               |

### Présidence

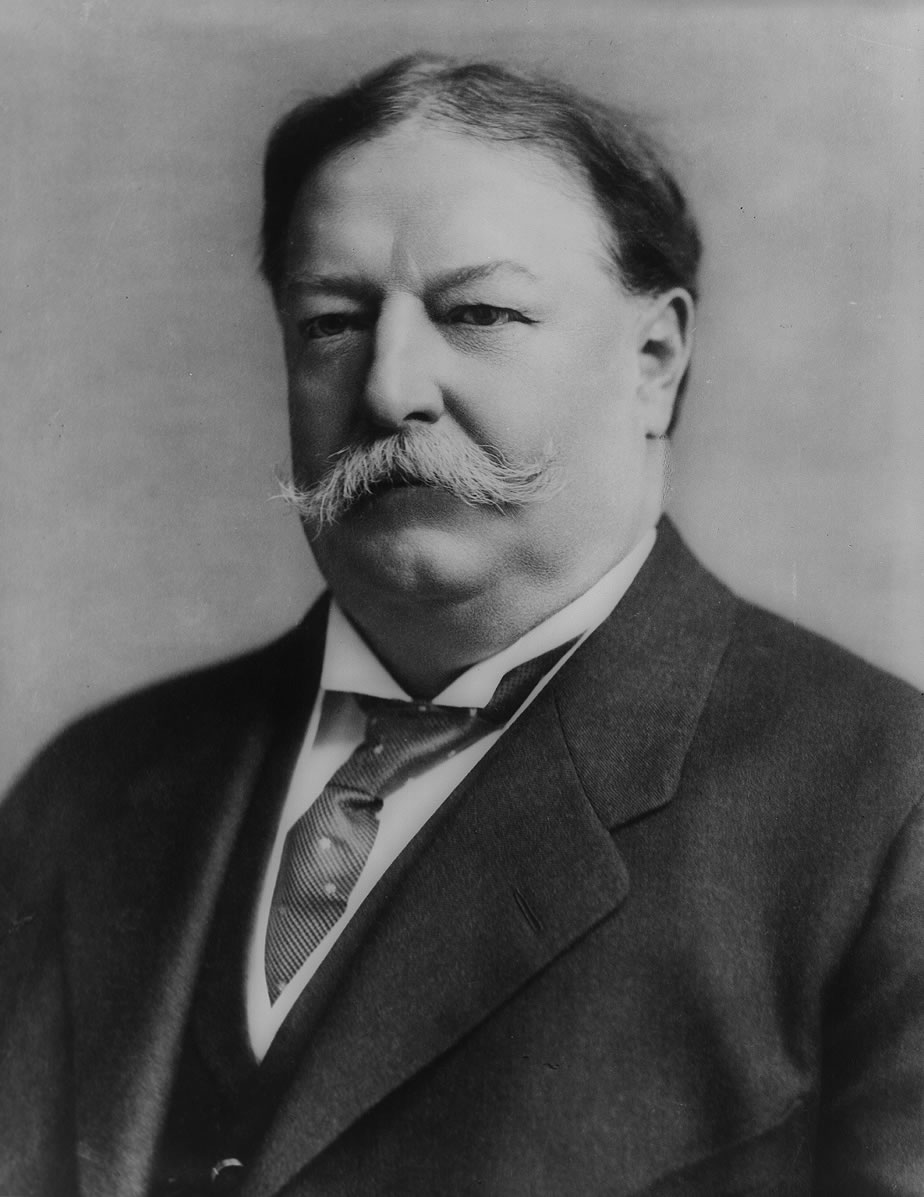
William Howard Taft en 1909.

#### 1909
4 mars : investiture de William Howard Taft en tant que vingt-septième président des États-Unis.
1er décembre : Taft rompt les relations diplomatiques avec le Nicaragua et soutient la rébellion par l’envoi de troupes américaines.

#### 1911
22 août : Taft utilise son veto contre l’admission de l’Arizona en tant qu’État de l’Union. Le différend porte sur une clause de la Constitution de l’Arizona qui autorise le renvoi des juges, et donc les soumet au pouvoir législatif.

#### 1912
novembre : Taft a été choisi par le Parti républicain pour se présenter à un second mandat. Théodore Roosevelt, déçu par la politique menée par son successeur, décide de se représenter et fonde un parti dissident, le Parti progressiste. Le désaccord entre les républicains permettra aux démocrates d’emporter l’élection.
| Candidat           | Parti        | Vote populaire | %    | Collège électoral |
| Woodrow Wilson     | Démocrate    | 6 293 152      | 41,9 | 435               |
| Theodore Roosevelt | Progressiste | 4 119 207      | 27,4 | 88                |
| William H. Taft    | Républicain  | 3 486 333      | 23,2 | 8                 |

#### Politique étrangère
La politique de Taft est surnommée « politique du dollar ». Taft cherche à développer les investissements à l’étranger et le commerce international pour augmenter l’influence des États-Unis dans le monde. Il n’hésite pas non plus à utiliser la force pour protéger les intérêts américains en Amérique latine comme au Honduras et au Nicaragua.

#### Politique intérieure
Taft est le continuateur de la politique de Théodore Roosevelt, en particulier dans la lutte contre les grands conglomérats industriels et financiers. Son manque de charisme lui vaudra d’être lâché par les progressistes au sein de son propre parti ce qui l’empêchera d’être réélu. Pourtant il aura réussi à augmenter le pouvoir fédéral à travers une agence chargée de contrôler le commerce entre les États et qui se verra confier la juridiction des moyens de communication de l’époque : téléphone, télégraphe et radio. En soutenant le passage d’un amendement à la Constitution qui institue l’impôt sur le revenu, il permet au gouvernement fédéral de financer son action (le budget du gouvernement était, jusque-là, alimenté essentiellement par les droits de douane).

#### Politique concernant les droits civiques, les minorités et l’immigration
Pendant son mandat se développe le mouvement féminin pour l'obtention du droit de vote qui aboutira à la rédaction du 19e amendement. Il n'en est pas de même pour le vote des Noirs dont les droits sont, de facto, restreints par des lois définissant des conditions d'éducation et de taxation pour être inscrit sur les listes électorales.

#### Politique partisane
Théodore Roosevelt, très populaire, refuse de se représenter en 1908 après avoir exercé pratiquement deux mandats. Il promeut à sa place William Taft qui, avec son aide, bat facilement le candidat démocrate William Jennings Bryan. Pendant la durée de sa présidence, Taft devra faire face aux critiques des républicains libéraux qui continuent à considérer l'ancien président Roosevelt comme leur vrai chef.
À l'élection de 1910 seuls quelques États ont instauré un système d’élections primaires. La plupart des délégués sont donc nommés par l’appareil du Parti. C’est ainsi que Roosevelt, soutenu par les républicains progressistes, qui se représente face à Taft ne sera pas choisi comme candidat alors qu’il remporte les primaires. Roosevelt créera un parti dissident, le Parti progressiste, et se présente contre Taft à l’élection présidentielle. La division des votes républicains entraîne la victoire du candidat démocrate Woodrow Wilson.

### Présidence de la Cour suprême
De 1921 à 1930, Taft siège en tant que président de la Cour suprême. Afin de permettre à la cour de travailler plus efficacement, il défend le passage du « Judges Act » de 1925 donnant à la Cour la prééminence dans les affaires d'importance nationale.

### Retraite et vie privée
Taft pesait environ 175 kg et était atteint d'hypersomnie diurne avec tous les inconvénients que cela pouvait avoir pour un homme public (assoupissements, ronflement). Il fut le premier président à s’adonner au golf et à le populariser : la famille de Taft possédait en effet une maison d’été à Murray Bay (Pointe-au-Pic) dans la province canadienne du Québec. Il y passait ses étés et inaugura en 1929 le parcours du Club de golf du Manoir Richelieu aménagé dans la foulée de la destruction par le feu du célèbre hôtel et sa reconstruction. Sa descendance conserve toujours la résidence située dans la côte et vient encore y passer du temps en été. Le 14 avril 1910, Taft ouvre la saison de baseball en lançant la première balle. Traditionnellement, tous les présidents en font autant depuis.
Taft décède le 8 mars 1930 dans la maison qui deviendra plus tard l'ambassade de Syrie aux États-Unis et est enterré au cimetière national d'Arlington.
La ville de Lapoint dans l'Utah porta un temps le nom de « Taft » en son honneur.

#### En français
- Georges Ayache, Les présidents des États-Unis : Histoire et portraits, Paris, Perrin, 2016, 480 p. (ISBN 978-2-262-06420-4, OCLC 991492904, BNF 45110316, lire en ligne ).
- Nicole Bacharan, Les Noirs américains : Des champs de coton à la Maison Blanche, Paris, Perrin, coll. « Tempus » (no 337), 2010, 618 p. (ISBN 978-2-262-03275-3, OCLC 708357029, BNF 42305262).
- Jacques Binoche, Histoire des États-Unis, Paris, Ellipses, coll. « Ellipses poche », 2017, 2e éd. (1re éd. 2003), 256 p. (ISBN 978-2-340-02170-9, OCLC 1020169920, BNF 45414237, présentation en ligne).
- Hélène Harter et André Kaspi, Les présidents américains : De George Washington à Joe Biden, Paris, Tallandier, coll. « Texto », 2022, 272 p. (ISBN 979-10-210-5481-3, OCLC 1345667727, BNF 47096831, présentation en ligne).
- André Kaspi, Les Américains : Naissance et essor des États-Unis (1607-1945), t. 1, Paris, Éditions du Seuil, coll. « Points histoire » (no 89), 2014, 5e éd. (1re éd. 1986), 464 p. (ISBN 978-2-7578-4154-9, OCLC 43825106, BNF 43825106, présentation en ligne).
- Robert Lacour-Gayet, Histoire des États-Unis : De la fin de la guerre civile à Pearl Harbor, t. 2, Paris, Fayard, 1977, 431 p. (ISBN 2-213-00449-8, OCLC 987411395, BNF 34706427).
- Jean-Michel Lacroix, Histoire des États-Unis, Paris, Presses universitaires de France, 2022, 7e éd. (1re éd. 1996), 576 p. (ISBN 978-2-13-083290-4, OCLC 1302993439, BNF 47012774, présentation en ligne).
- Pierre Mélandri, Histoire des États-Unis : L'ascension (1865-1974), t. 1, Paris, Perrin, coll. « Tempus » (no 522), 2013, 935 p. (ISBN 978-2-262-04177-9, OCLC 864700177, BNF 43769558).
- Pierre Mélandri, « Le siècle américain », une histoire, Paris, Perrin, 2016, 672 p. (ISBN 978-2-262-03811-3, OCLC 960976545, BNF 45158509, lire en ligne ).
- Jacques Portes, Histoire des États-Unis : De 1776 à nos jours, Paris, Armand Colin, coll. « U Histoire », 2017, 3e éd. (1re éd. 2010), 432 p. (ISBN 978-2-200-61809-4, OCLC 985086886, BNF 45268837, lire en ligne ).
- Jacques Portes, Histoire documentaire des États-Unis : L'Âge doré (1865-1896), t. 5, Presses universitaires de Nancy, 1988, 215 p. (ISBN 2-86480-323-2, OCLC 889231546, BNF 34956910).
- Philippe Valode, Les Présidents des États-Unis, Paris, Éditions de l'Archipel, 2008, 212 p. (ISBN 978-2-84187-745-4, OCLC 470559651, BNF 41379792).
- Bertrand Van Ruymbeke, Histoire des États-Unis : De 1492 à 1919, t. 1, Paris, Tallandier, coll. « Texto », 2021, 608 p. (ISBN 979-10-210-4989-5, OCLC 1269615217, BNF 46846182, présentation en ligne).
- Bernard Vincent (dir.), Histoire des États-Unis, Paris, Flammarion, coll. « Champs Histoire », 2016, 4e éd. (1re éd. 1997), 720 p. (ISBN 978-2-08-139368-4, OCLC 960914039, BNF 45138239, présentation en ligne).

#### En anglais
- (en) Donald F. Anderson, William Howard Taft: A Conservative's Conception of the Presidency, Cornell University Press, 1973 (ISBN 978-0-8014-0786-4).
- (en) Paolo E. Coletta, The Presidency of William Howard Taft, University Press of Kansas, 1973 (ISBN 978-0700600960).
- (en) Jonathan Lurie, William Howard Taft: Progressive Conservative, Cambridge University Press, 2011 (ISBN 978-0-521-51421-7).
- (en) Ralph E. Minger, « Taft's Missions to Japan: A Study in Personal Diplomacy », Pacific Historical Review, vol. 30, no 3,‎ août 1961, p. 279–294 (DOI 10.2307/3636924, JSTOR 3636924).
- (en) Edmund Morris, Theodore Rex, Random House, 2001 (ISBN 978-0-394-55509-6).
- (en) Henry F. Pringle, The Life and Times of William Howard Taft: A Biography, vol. 1, New York, Farrar & Rinehart, Inc., 1939 (lire en ligne).
- Mellander, Gustavo A.; Nelly Maldonado Mellander (1999). Charles Edward Magoon: The Panama Years. Río Piedras, Puerto Rico: Editorial Plaza Mayor.  (ISBN 1-56328-155-4). OCLC 42970390.
- Mellander, Gustavo A. (1971). The United States in Panamanian Politics: The Intriguing Formative Years. Danville, Ill.: Interstate Publishers. OCLC 138568.